# Cytosine
Cytosine is een van de nucleobasen in DNA en RNA. De stof komt voor als een wit kristallijn poeder.

## Synthese
Cytosine werd in 1894 door Albrecht Kossel ontdekt en geïsoleerd uit weefsel van de thymus van een kalf. In 1903 werd een structuur voorgesteld en in hetzelfde jaar werd cytosine synthetisch in het laboratorium gemaakt. 

## Biochemische functies

### DNA en RNA
Samen met thymine, adenine en guanine wordt deze base in een DNA-keten gebonden. Cytosine kan drie waterstofbruggen vormen met guanine. Door deze drie bruggen is DNA met veel cytosine en guanine naar verhouding stabieler dan DNA met veel adenine en thymine, die slechts twee waterstofbruggen vormen. Cytosine komt ook als nucleobase voor in het RNA.
Cytosine en thymine worden pyrimidines genoemd. Cytosine is erg instabiel en kan door spontane deaminering gemakkelijk overgaan in uracil. In RNA wordt adenine aan uracil gebonden via waterstofbruggen. Uracil vervangt aldus thymine.
Cytosine vormt cytidine bij binding met ribose en desoxycytidine bij binding met desoxyribose.

### Overige
Cytosine kan een verbinding vormen met een nucleotide. Als cytosinetrifosfaat (CTP) is het een co-factor voor enzymen en kan een fosforatoom (P) overdragen bij de reactie van adenosinedifosfaat (ADP) naar adenosinetrifosfaat (ATP).
Cytosine kan ook door het enzym DNA-methyltransferase gemethyleerd worden tot 5-methylcytosine.
in DNA en RNA: adenine · cytosine · guanine

in DNA: thymine — in RNA: uracil